# Протосверхскопление Гипериона
Протосверхскопление Гипериона (англ. Hyperion proto-supercluster) — крупнейшее известное на данный момент сверхскопление галактик. Его масса в 5 тысяч раз превышает массу Млечного Пути. Прото-сверхскопление Гипериона образовалось в ранней Вселенной спустя всего 2,3 миллиарда лет после Большого взрыва. Было обнаружено в 2018 году группой астрономов после анализа данных, полученных приёмником VIMOS на Очень большом телескопе (VLT) в Чили.

## Характеристики
Вычисленная масса протосверхскопления оказалась более миллиона миллиардов солнечных масс (4,8 × 1015 солнечных масс), что в 5000 раз превышает массу Млечного Пути; размер данной структуры составляет примерно 200 × 200 × 500 миллионов световых лет. Красное смещение (z) составляет 2,45, что соответствует 11 миллиардам световых лет от Земли. Протосверхскопление Гипериона существовало, когда возраст Вселенной составлял всего 2,3 миллиарда лет (20 % от текущего возраста Вселенной).
Статья об открытии протосверхскопления Гипериона была опубликована в журнале Astronomy and Astrophysics в сентябре 2018 года.